# Abdelkrim Merry
Abdelkrim Merry (Casablanca, 1955. január 13. –) marokkói válogatott labdarúgó, edző.

## Fordítás
- Ez a szócikk részben vagy egészben  az   Abdelkrim Merry című angol Wikipédia-szócikk fordításán alapul.  Az eredeti cikk szerkesztőit annak laptörténete sorolja fel. Ez a jelzés csupán a megfogalmazás eredetét és a szerzői jogokat jelzi, nem szolgál a cikkben szereplő információk forrásmegjelöléseként.